# Župnija Špitalič (Nadškofija Maribor)
Za istoimensko župnijo ljubljanske nadškofije glej Župnija Špitalič (Nadškofija Ljubljana).
Župnija Špitalič je rimskokatoliška teritorialna župnija dekanije Slovenske Konjice, Bistriško-Konjiškega naddekanata, ki je del nadškofije Maribor.
Župnijska cerkev je nekdanja samostanska cerkev Žičke kartuzije, cerkev Marijinega obiskanja.